# Стишак, Анатолий Александрович
Анатолий Александрович Стишак (род. 2 августа 1986) — российский самбист, чемпион (2008, 2010, 2011, 2013, 2016), серебряный (2015) и бронзовый (2012) призёр чемпионатов России по боевому самбо, чемпион Европы 2015 года, чемпион (2008, 2011, 2013, 2016) и серебряный призёр (2010) чемпионатов мира, Заслуженный мастер спорта России. Выступал в легчайшей (до 52 кг) и полулёгкой (до 57 кг) весовых категориях. Наставниками Стишака были А. В. Костин и А. И. Коршунов.

## Спортивные результаты
- Чемпионат России по боевому самбо 2008 — ;
- Чемпионат России по боевому самбо 2010 — ;
- Чемпионат России по боевому самбо 2011 — ;
- Чемпионат России по боевому самбо 2012 — ;
- Чемпионат России по боевому самбо 2013 — ;
- Чемпионат России по боевому самбо 2015 — ;
- Чемпионат России по боевому самбо 2016 — ;